# Konoe Hisatsugu
Konoe Hisatsugu (近衛 尚嗣) (20 avril 1622 - 10 septembre 1653), fils du régent Konoe Nobuhiro, est un noble de cour japonais (kugyō) de l'époque d'Edo (1603–1868). Il exerce la fonction de régent kampaku pour l'empereur Go-Kōmyō de 1651 à 1653.
Sa mère n'est pas connue. Sa sœur est la consort de Tokugawa Mitsukuni, daimyo du domaine de Mito. En tant que fils de Nobuhiro, il est le petit-fils de empereur Go-Yōzei. Sa consort est la princesse Shoshi (昭子内親王), connue sous le nom Onna-nino-miya par les contemporains, troisième fille de l'empereur Go-Mizunoo, et donc cousin de Hisatsugu. Il a avec elle un fils Konoe Motohiro et une fille consort de Fushimi-no-miya prince Sadayuki(伏見宮貞致親王).

## Source de la traduction
- (en) Cet article est partiellement ou en totalité issu de l’article de Wikipédia en anglais intitulé « Konoe Hisatsugu » (voir la liste des auteurs).